# Torneo masculino de béisbol en los Juegos Panamericanos de 1995
El béisbol en los Juegos Panamericanos de 1995 estuvo compuesto por un único evento masculino, se disputado en Mar del Plata, Argentina. Estados Unidos envió el equipo de St. John's University, Cuba ganó su séptima medalla de oro consecutiva. Cuba y Nicaragua obtuvieron cupo a los Juegos Olímpicos de Atlanta 1996.

## Equipos participantes
- Antillas Neerlandesas
- Argentina (ARG)
- Brasil (BRA)
- Cuba (CUB)
- Estados Unidos (USA)
- Guatemala (GUA)
- México (MEX)
- Nicaragua (NCA)
- Panamá (PAN)
- Puerto Rico (PUR)

## Resultados
La primera fase del torneo estuvo dividida en dos grupos de cinco equipos cada uno, clasificando los tres primeros de cada grupo a una ronda final compuesto por seis equipos para definir los ganadores de las medallas.